# Joanna Page
Joanna Louise Page, född den 23 mars 1978 i Treboeth, Swansea, Wales, är en walesisk skådespelerska och presentatör. Hon spelade rollen som Stacey Shipman i den BAFTA-vinnande TV-serien Gavin & Stacey. Hon spelade Dora Spenlow i 1999 års anpassning av David Copperfield och medverkade som Just Judy i den romantiska komedin Love Actually från 2003. För närvarande är hon programledare (tillsammans med Melanie Sykes) för BBC One-konsumentserien Shop Well for Less. År 2023 anslöt sig Page till Loose Women som en regelbunden paneldeltagare.

## Uppväxt
Page gick på Mynyddbach Comprehensive School, där hon var skolans representant. Hon utexaminerades från Royal Academy of Dramatic Art (RADA) år 1998.

## Karriär
Efter examen från RADA tillbringade Page tio år med roller på scen, främst i kostymdramer för Royal National Theatre och Royal Shakespeare Company. Detta ledde till medverkan i filmproduktioner, inklusive From Hell, Mine All Mine, Love Actually och Miss Julie.
Page fick större uppmärksamhet efter att ha fått en ledande roll i BBC-komedin Gavin & Stacey, där hon spelade huvudrollen som Stacey Shipman. Den 23 november 2007 var hon med och tände julbelysningen i Barry Island, staden där delar av Gavin & Stacey är delvis beläget och inspelat.
Page hade en ledande roll i 2001 års BBC-dramaproduktion The Cazalets, om en disparat, välbärgad engelsk familj under andra världskriget. År 2009 skötte Page rösterna i en serie Kingsmill-bröd TV- och radioreklam samt i Carphone Warehouses julreklam på TV. I december 2009 var hon omslagsstjärnan för FHM. Under julen 2009 spelade Page rollen som Askungen i pantomimen i Woking, en roll hon också hade ett år tidigare i Wimbledon. Följande år spelade hon rollen som Alice Fitzwarren i Dick Whittington på Milton Keynes Theatre.[källa behövs]
År 2010 var hon programledare för Sky 1-showen My Pet Shame. I oktober samma år blev hon det nya ansiktet för Superdrug.
Från maj 2011 lånade Page rösten åt huvudkaraktären i första säsongen av Nick Jr. Channel UK:s animerade barnserie Poppy Cat, senare ersatt av Jessica Ransom från BBC:s Doc Martin. År 2012 spelade Page Leanne Powell i BBC One-dramaserien The Syndicate, Helen Pearson i komedin Gates på Sky Living och Mrs Peterson i Nativity 2: Danger in the Manger. I november 2013 spelade Page rollen som drottning Elizabeth I i "The Day of the Doctor", det 50:e jubileumsavsnittet av Doctor Who.
År 2021 började Page presentera BBC Ones konsumentserie Shop Well for Less. Vid slutet av 2021 började hon medvärda programmet The Pet Show på ITV tillsammans med Dermot O'Leary. År 2022 medverkade hon i den andra säsongen av The Masked Dancer som Pig. År 2023 spelade hon in den BBC-producerade TV-filmen Men Up, om de första kliniska försöken för läkemedlet Viagra som ägde rum i Swansea 1994.
År 2023 började Page medverka som en regelbunden paneldeltagare i det ITV-producerade pratprogrammet Loose Women.

## Privatliv
Page är gift med den engelske skådespelaren James Thornton. De båda medverkade i TV-serien David Copperfield från 1999 (Page som Dora Spenlow och Thornton som Ham Peggotty). De introducerades för varandra ett år senare av Page's vän Maxine Peake, som spelade tillsammans med Thornton i Royal National Theatre's scenadaption av The Cherry Orchard.